# Joachim Kampe
Joachim Kampe (* 1941 in Breslau) ist ein deutscher Autor und ehemaliger Oberst der Nationalen Volksarmee der Deutschen Demokratischen Republik.

## Leben
Joachim Kampe wurde 1941 in Breslau geboren. Nach eigenen Angaben kam er nach dem Zweiten Weltkrieg als Flüchtling beziehungsweise als Vertriebener nach Sachsen, wuchs im Raum Halle auf und erlernte nach der Grundschule den Beruf eines Formers. 1958 trat er in die NVA ein und wurde Berufsoffizier in technischer Laufbahn. Er ist Absolvent der Nachrichtenoffiziersschule der NVA und der Militärakademie der Nachrichtentruppen der Streitkräfte der UdSSR.
Im Verlaufe seiner Dienstzeit durchlief er alle Dienststellungen in der Nachrichtentruppe der NVA bis zum Regimentskommandeur. Zwischenzeitlich diente er als Adjutant des Ministers für Nationale Verteidigung der DDR.
In seiner letzten Dienststellung als Leiter der Hauptnachrichtenzentrale des Ministeriums für Nationale Verteidigung (HptNZ) der DDR befehligte und verantwortete er die Organisation und Sicherstellung der Nachrichtenzentrale des Ministeriums für Nationalen Verteidigung der DDR und weiterer Dienststellen. Vor der Wiedervereinigung 1990 führte er als erster Nachrichtenoffizier der NVA im Bundesministerium der Verteidigung in Bonn Gespräche zur Herstellung direkter Fernmeldeverbindungen zwischen den Ministerien in Strausberg und Bonn.
Seine letzte Aufgabe bestand in der Überführung der HptNZ in die Außenstelle Ost des Amts für Fernmelde- und Informationssysteme der Bundeswehr des Bundeswehrkommandos Ost. Im Rahmen der Auflösung der NVA und dem Übergang in die Bundeswehr schied er aus dem seit 3. Oktober 1990 bestehenden Dienstverhältnis mit der Bundeswehr zum 31. Dezember 1990 aus.

## Publikationen
- Wostok – Die Nachrichtenzentrale im Zentrum der militärischen Macht der DDR. Verlag Erwin Meißler, 2004, CD-ROM, 184 Seiten, PDF, ISBN 978-3932566608.
- mit Hans-Werner Deim, Hans-Georg Kampe und Wolfgang Schubert: Die militärische Sicherheit der DDR im Kalten Krieg. Verlag Erwin Meißler, 2008, 255 Seiten, ISBN 978-3-932566-80-6.
- Das Troposphären-Nachrichtensystem „BARS“ und die Bunkeranlage in Wollenberg. Verlag Erwin Meißler, 2013, Broschüre, DIN A5, 64 Seiten, ISBN 978-3-932566905.